# Phantom Soldiers – Armee im Schatten
Phantom Soldiers – Armee im Schatten (Originaltitel: Phantom Soldiers) ist ein Low-Budget-Actionfilm des Regisseurs Teddy Page aus dem Jahr 1987.

## Handlung
An der südlichen Grenze Nordvietnams. Ein geheimnisvoller Kampfverband verwüstet gegen Ende des Vietnamkrieges systematisch ganze Dörfer und massakriert die Bevölkerung. Die schwarze Kampfschutzanzüge und Gasmaske tragenden Soldaten hinterlassen an ihren blutigen Schauplätzen Totenschädel mit zwei aufgemalten gekreuzten Säbeln, bevor sie spurlos verschwinden.
Green Beret Lieutenant Michael Custer wird mit den Untersuchungen der Vorfälle beauftragt, die augenscheinlich im Auftrag der CIA stattfinden. Der Offizier begibt sich mit seiner Einheit in das Grenzgebiet, ergreift Eigeninitiative und gerät schließlich in einen Hinterhalt der „Phantom-Soldaten“. Gemeinsam mit zwei Kameraden wird Custer schließlich gefangen genommen, während der Rest seiner Aufklärungstruppe ermordet wird.
Derweil erfährt Texas Ranger Daniel Custer, ein ehemaliger Elite-Soldat, in den Vereinigten Staaten vom Verschwinden seines Bruders Michael. Der kampferprobte Polizist begibt sich sofort ins Krisengebiet, um alsbald den Vermissten wiederzufinden. Mit Hilfe eines inhaftierten Einheimischen überschreitet der Einzelkämpfer die Grenze und stößt auf eine mysteriöse Gruppierung, die im Auftrag einer namentlich nicht genannten Macht – vermutlich ist es eine russische Einheit – im Dschungel von Vietnam Dörfer verwüstet.
Custer misstraut den Phantom-Soldaten und startet eine blutige Befreiungsaktion. Als Ein-Mann-Armee rettet er seinen Bruder als auch zwei weitere Kameraden. In der Folge müssen sich die Männer heftiger Angriffe erwehren. Letztlich gelingt es dem Bruderpaar, den einzigen Überlebenden, die Verantwortlichen der Schattenarmee zu töten.

## Kritiken
Das Lexikon des internationalen Films schrieb, der „wirre Film“ über die Zeiten des amerikanischen Engagements in Vietnam sei ein „mörderisches Dschungel-Abenteuer, das lustvoll Gewalt“ predige und zelebriere.